# Gare de La Brohinière
La gare de La Brohinière est une gare ferroviaire française de la ligne de Paris-Montparnasse à Brest, située au lieu-dit « La Brohinière », village de la commune de Montauban-de-Bretagne, dans le département d'Ille-et-Vilaine, en région Bretagne.
Elle est mise en service en 1884 par la Compagnie des chemins de fer de l'Ouest.
C'est une halte voyageurs de la Société nationale des chemins de fer français (SNCF), desservie par des trains TER Bretagne et également une gare marchandises.

## Situation ferroviaire
Établie à 79 mètres d'altitude, la gare de bifurcation de La Brohinière est située, au point kilométrique (PK) 410,579 de la ligne de Paris-Montparnasse à Brest, entre les gares de Montauban-de-Bretagne et de Quédillac.
Elle est également l'aboutissement au PK 74,806 de la ligne de Ploërmel à La Brohinière (partiellement rouverte au fret), après la gare de Saint-Méen, et elle était l'origine de la ligne de La Brohinière à Dinan (déclassée).

## Histoire
En 1858, la dernière version du parcours breton de la ligne Paris - Brest est définitivement fixée et adoptée ; la voie passe par la commune de Montauban-de-Bretagne. Le point choisi pour la gare de Montauban-de-Bretagne se trouve près de la ville. La Brohinière n'est qu'un lieu de passage de la voie. La construction des infrastructures ferroviaires, excepté les bâtiments, de la section entre Rennes et Brest sont réalisés par l'État, du fait des difficultés financières de la Compagnie des chemins de fer de l'Ouest, concessionnaire depuis le 7 avril 1855. Il est prévu le remboursement par la compagnie, d'une somme s'élevant à 6,85 millions de francs. L'inauguration du premier tronçon, de Rennes à Guingamp, a lieu le 7 septembre 1863.
En 1880, le lieu-dit La Brohinière est choisi pour devenir une gare de triage, notamment du fait du projet d'une transversale entre Questembert et Dinan passant par Ploërmel et La Brohinière. C'est la Compagnie des chemins de fer de l'Ouest qui construit la gare et son bâtiment voyageurs, qu'elle livre au service en 1884.
À l'origine, la gare est justifiée du fait de la création d'un important nœud ferroviaire entre l'axe nord de Paris à Brest et la transversale de Dinan à Questembert, composée des lignes de La Brohinière à Dinan et de Ploërmel à La Brohinière de la compagnie des chemins de fer de l'Ouest, prolongée vers le sud par la ligne de Questembert à Ploërmel, de la compagnie du PO, permettant la jonction, à Questembert, avec la ligne de Savenay à Landerneau, axe sud de la Bretagne. Elle était également le terminus de la ligne Carhaix – Loudéac – La Brohinière du Réseau breton.
En 1998, le tronçon de Mauron à La Brohinière, de la ligne de Ploërmel à La Brohinière, déclassé en voie de service est fermé. Il est rouvert au trafic fret le 1er décembre 2008, après la rénovation des 20,3 km de voie et la suppression de huit des vingt-deux passages à niveau. La vitesse des trains était limitée à 30 km/h. 
Le trafic est d'environ 60 trains par jour dans les deux sens de circulation dont 17 TGV, 29 TER et 6 trains de fret. En outre, 20 trains s'arrêtent chaque jour dans cette gare. Elle est fréquentée par environ 2 000 voyageurs par semaine. C'est aussi la troisième gare marchandises de la région Bretagne en 2006.
En mai 2013, d'importants travaux sur l'infrastructure, rendus nécessaires pour permettre le passage des trains à 180 km/h, imposent la fermeture de la ligne pendant 58 heures du samedi 18, à 0 h, au lundi 20, à 10 h. Le chantier consiste à déposer les voies sur 300 mètres, refaire l'assainissement de la plateforme, renouveler le ballast, reposer les voies, remplacer sept aiguillages, construire un passage souterrain et reconstruire les quais.

## Fréquentation
De 2015 à 2023, selon les estimations de la SNCF, la fréquentation annuelle de la gare s'élève aux nombres indiqués dans le tableau ci-dessous.
| Année           | 2015   | 2016   | 2017   | 2018   | 2019   | 2020  | 2021  | 2022   | 2023   |
| --------------- | ------ | ------ | ------ | ------ | ------ | ----- | ----- | ------ | ------ |
| Voyageurs seuls | 17 421 | 15 866 | 14 145 | 11 065 | 12 887 | 8 610 | 8 994 | 13 220 | 17 901 |

## Service des voyageurs

### Accueil
Halte SNCF, c'est un point d'arrêt non géré (PANG) à entrée libre. 

### Desserte
La Brohinière est desservie par des trains TER Bretagne de la relation Rennes – La Brohinière – Saint-Brieuc. 
Les trains desservant cette gare sont en provenance ou à destination de Rennes du lundi au vendredi. Un seul train, le vendredi en soirée, continue en direction de Saint-Brieuc. La gare n'est pas desservie le samedi ni les dimanches et fêtes.

### Intermodalité
Le stationnement des véhicules est possible dans la cour près de l'ancien bâtiment voyageurs et l'entrée de la halte.

## Gare marchandise
En 2006, La Brohinière figure, avec 203 675 tonnes, à la troisième place des gares bretonnes pour le trafic de marchandises après les gares de Rennes et Plestan. Ce trafic représente 130 103 t déchargées et 73 572 t chargées. Il s'agit pour un peu plus des trois quarts de produits venant de l'agriculture et pour près d'un quart d'automobiles.
La communauté de communes du Pays de Montauban-de-Bretagne a créé une zone industrielle à proximité de cette gare avec pour objectif de relancer le rail-route.